# Hemoprotein
Hemoprotein je vrsta bjelančevine. U sebi sadrži hem, prostetičku skupinu koja se sastoji od atoma željeza smještenog u središtu velikog heterocikličnog organskog prstena porfirina. Hemoprotein spada u metaloproteine. Porfirini bez željeza nisu hemoproteini. 
U hemoproteine ubrajamo citokrome koji prenose elektrone u stanici, pojedine vrste enzima poput katalaze te hemoglobin i mioglobin koji su zaduženi za prijenos kisika.
Zbog raznolikih uloga u biološkim funkcijama koje obavljaju hemoproteini, njihova strtukturna i funkcijska karakteristika je najproučavaniji razred biomolekula. Podatci o strukturi i funkcijama hemoproteina prikupljena je u The Heme Protein Database (HPD), sekundarne baze podataka uz Protein Data Bank.

## Vanjske poveznice
- Heme Protein Database